# Farrah Abraham
Farrah Abraham (Omaha, Nebraska, 31 de maio de 1991) é uma personalidade de televisão, atriz, escritora e cantora norte-americana. Nascida na cidade de Omaha em Nebraska, e criada em Council Bluffs, Iowa, ela recebeu atenção do público depois de ser escalada para o reality show "16 and Pregnant" em 2009, que documentou as gravidezes e primeiros meses de maternidade de várias adolescentes. Mais tarde ainda naquele ano ela foi escalada para a série de spin-off chamado de "Teen Mom", e apareceu em cada uma das suas quatro temporadas até a sua conclusão em 2012. Naquele agosto ela lançou seu primeiro álbum de estúdio e primeiro livro de memórias, ambos intitulados de "My Teenage Dream Ended". O livro chegou à lista de melhores vendas do New York Times.

## Nascimento e família
Farrah Abraham nasceu em 31 de maio de 1991 em Omaha, Nebraska e cresceu em Council Bluffs, Iowa. Seu pai, Michael Abraham, é de ascendência síria e italiana. Sua mãe, Debra Danielsen, é de ascendência dinamarquesa e siciliana. Seus pais se separaram e se divorciaram;  através do casamento de sua mãe em 2017, Abraham tem um padrasto.

## Popularidade na mídia

### 2008–2014:16 and PregnanteTeen Mom
Em 2008, Abraham, então com 17 anos, foi selecionada para aparecer no programa da MTV, chamado de "16 and Pregnant", uma série de reality-show que tinha como objetivo documentar a história de adolescentes grávidas nos Estados Unidos. A notícia de sua gravidez causou problemas entre ela e sua mãe, a Debra Danielsen. Devido a gravidez, Danielsen acabou chamando a sua filha de "cualquiera" e impedindo-a de obter um aborto, e, estando grávida, Abraham foi forçada a interromper as aulas de líderes de torcida. Além disso, durante as filmagens (o Derek Underwood), pai de seu filho, morreu em um acidente de carro.
Farrah Abraham deu à luz a filha, chamada de Sophia Laurent Abraham, no dia 23 de fevereiro de 2009.
Mais tarde, naquele ano, ela foi escalada para a série de spin-off chamado de "Teen Mom"; que seguiu Abraham, além de Maci Bookout, Catelynn Lowell e Amber Portwood, que também apareceram em episódios de 16 and Pregnant, durante os seus primeiros anos de maternidade. A estréia da série foi transmitida em 8 de dezembro de 2009.
Em 2011, ela começou a frequentar o Instituto de Arte de Fort Lauderdale, na Flórida, onde obteve um grau de associado em artes culinárias e gestão. Mais tarde, ela lançou a linha de molhos "Mom & Me".
Em 1º de agosto de 2012, Abraham se aventurou na indústria da música com o lançamento de seu primeiro álbum de estúdio My Teenage Dream Ended. Recebeu críticas mistas de críticos de música contemporânea. Abraham lançou um livro de memórias com o mesmo título em 14 de agosto de 2012. Depois de passar quatro temporadas, o final da série de "Teen Mom" foi ao ar em 29 de agosto de 2012.
Em janeiro de 2014, Abraham foi escalada para a quarta temporada da Couples Therapy. No entanto, Brian Dawe afirmou que ele foi contratado por Abraham para aparecer como seu namorado na tela e, finalmente, não apareceu no programa ao lado dela. Abraham consequentemente tornou-se o único membro do elenco na história da série a continuar a terapia de casal sem um parceiro, e foi redirecionada para reparar seu relacionamento com sua mãe.
Com suas alegações anteriores de estupro colocando uma pressão sobre sua parceria com a Vivid Entertainment, ela anunciou a sua segunda fita de sexo Farrah 2: Backdoor and More em fevereiro, afirmando "não é 'vazamento' falso - é o real, cru, ridículo  lidar, e se adapte a personalidade dissimulada de Farrah." Abraham supostamente ganhou 1 milhão de dólares depois de vender sua fita de sexo com James Deen. Mais tarde naquele mês ainda em janeiro de 2014, Abraham apareceu no especial de TV Being Farrah, que atuou como uma continuação de Teen Mom; Bookout, Lowell e Portwood foram respectivamente apresentados nos especiais Being Maci, Being Catelynn e Being Amber. Seus sucessos levaram a MTV a considerar a revitalização da série sem Abraham, que as outras mulheres estavam em causa era uma influência inadequada em seus filhos.
Em março de 2014, Abraham retornou à indústria da música com o lançamento da música "Blowin" e a estréia simultânea de seu videoclipe. Ela afirmou que ela trata a música como um "hobby, não minha mudança de carreira". Em agosto de 2014, ela assinou um contrato com o famoso clube de entretenimento adulto chamado de Gentleman's Club de Palazio, localizado na cidade de Austin, Texas, por US$ 544.000 dólares para ter uma residência lá até a véspera de Ano Novo.

### 2015–presente:Celebrity Big Brother
Em 27 de agosto de 2015, Abraham entrou na casa do Celebrity Big Brother representando os Estados Unidos. Em 18 de setembro, ela se tornou a quinta colega de casa a ser despejada. Ela não estava entre as quatro maiores companheiras votadas e sua colega de casa, Austin Armacost, decidiu expulsá-la. Ela passou 23 dias na casa.
Em 22 de setembro de 2015, ela apareceu como palestrante no programa Celebrity Big Brother's Bit on the Side e entrou em uma discussão acalorada com a colega do painel, Aisleyne Horgan-Wallace. O show foi tirado do ar 10 minutos antes do "confronto" entre os membros do painel. Abraham e Janice Dickinson receberam advertências policiais.

## Filmografia
| Ano       | Título                                           | Papel                                       | Notas                              |
| Televisão | Televisão                                        | Televisão                                   | Televisão                          |
| --------- | ------------------------------------------------ | ------------------------------------------- | ---------------------------------- |
| 2009      | 16 and Pregnant                                  | Ela própria                                 | "Farrah" (temporada 1, episódio 2) |
| 2009–12   | Teen Mom                                         | Membro do elenco principal (temporadas 1–4) |                                    |
| 2014      | Couples Therapy                                  | Membro do elenco principal (temporada 4)    |                                    |
| 2014      | Being Farrah                                     | Especial de televisão                       |                                    |
| 2015–2018 | Teen Mom OG                                      | Membro do elenco principal (temporadas 5-7) |                                    |
| 2015      | Celebrity Big Brother                            | Companheira de casa; representando os EUA   |                                    |
| 2017      | Marriage Boot Camp: Reality Stars Family Edition | Membro do elenco principal                  |                                    |
| 2017      | MTV's Single AF                                  | Membro do elenco principal                  |                                    |
| 2018–2019 | Ex on the Beach                                  | Membro do elenco principal (temporada 2)    |                                    |
| Cinema    |                                                  |                                             |                                    |
| 2013      | Farrah Superstar: Backdoor Teen Mom              | Ela própria                                 | Filme adulto (com James Deen)      |
| 2014      | Farrah 2: Backdoor and More                      | Filme adulto (com James Deen)               |                                    |
| 2017      | Adam K                                           | Karen Sims                                  | Papel de estréia                   |
| 2017      | Axeman 2: Overkill                               | Fannie Rae Baker                            | Papel de apoio                     |

## Discografia
Álbuns
- My Teenage Dream Ended (2012)[17]

Singles
- "Blowin" (2014)[27]